# Кірибаті на Олімпійських іграх
Національний Олімпійський комітет Кірибаті було засновано у 2002 році та прийнятий до МОК у 2003 році на сесії у Празі. Спортсмени Кірибаті брали участь у літніх Олімпійських іграх 2004, 2008 і 2012 років. Всього на іграх країну представляли 6 чоловіків та 2 жінки, що брали участь у змаганнях з легкої і важкої атлетики. Найбільша делегація (3 особи) представляла країну на Олімпійських іграх 2004 і 2012 років.
У Зимових Олімпійських іграх делегація Кірибаті участь не брала.

## Кількість учасників на літніх Олімпійських іграх
| Вид спорту         | 2004  | 2008 | 2012  | 2016  | Всього |
| ------------------ | ----- | ---- | ----- | ----- | ------ |
| Легка атлетика     | 2 (1) | 1    | 2 (1) | 1 (1) | 6 (3)  |
| Важка атлетика     | 1     | 1    | 1     | 1     | 4      |
| Всього спортсменів | 3 (1) | 2    | 3 (1) | 2 (1) | 10 (3) |

- У дужках наведено кількість жінок у складі збірної

## Цікаві факти
Під час церемонії відкриття Літніх Олімпійських ігор 2004 року назву країни було вимовлено неправильно всіма трьома мовами: англійською, французькою і грецькою.